# Rosanna (skladba)
»Rosanna« je hit skladba, ki jo je napisal David Paich, posnela pa jo je ameriška glasbena skupina Toto. Skladba je izšla na albumu Toto IV leta 1982. Leta 1983 je osvojila Grammyja za posnetek leta, nominirana pa je bila še za skladbo leta. V glasbenih krogih je skladba znana po ritmu »half-time shuffle«, pa tudi po zaključnem kitarskem solu Steva Lukatherja.
»Rosanna« je bila uvrščena na 2. mesto lestvice Billboard Hot 100, kjer je ostala pet tednov zapored. Pred njo sta bili le skladbi »Don't You Want Me« skupine The Human League in »Eye of the Tiger« skupine Survivor. Skladba je tudi ena izmed bolj uspešnih singlov skupine v Združenem kraljestvu, saj je bila uvrščena na 12. mesto britanske lestvice singlov, kjer je ostala osem tednov.
Na B-strani singla je skladba »It's a Feeling«, ki je prav tako izšla na albumu Toto IV.

## Kompozicija in besedilo
Skladbo je napisal David Paich, ki je dejal, da skladba govori o številnih dekletih, s katerimi je nekoč hodil. V tem času je Steve Porcaro sicer imel razmerje z igralko Rosanno Arquette, vendar je Paich dejal, da skladba ne govori o njej.
Po bobnarski plati je skladba znana kot »half-time shuffle«. Jeff Porcaro je ritem ustvaril kot kombinacijo ritmov »Bernard Purdie half-time shuffle« in ritma, ki ga je igral John Bonham pri skladbi »Fool in the Rain« z znanim Bo Diddley beatom.

## Videospot
Videospot, ki ga je režiral Steve Barron, je postavljen na ulico, kjer je Rosanna prikazana kot plesalka v rdeči obleki s sivim ozadjem. Skupina igra skladbo na zamreženem igrišču. Glavna plesalka je Cynthia Rhodes, ki je leto kasneje igrala v filmu Staying Alive. Čeprav takrat še ni sodeloval pri snemanju skladbe, se v spotu kot bas kitarist pojavi Mike Porcaro, ker je David Hungate že prej zapustil skupino.

## Zasedba

### Toto
- David Paich – sintetizator, Hammond orgle, spremljevalni vokali, aranžmaji
- Steve Lukather – glavni in spremljevalni vokali, kitara
- Bobby Kimball – glavni in spremljevalni vokali
- Jeff Porcaro – bobni
- Steve Porcaro – sintetizator
- David Hungate – bas

### Gostje
- Lenny Castro – tolkala, konge
- Tom Scott – saksofon
- Jim Horn – saksofon
- Gary Grant – trobenta
- Jerry Hey – aranžmaji
- James Pankow – trombon
- Tom Kelly – spremljevalni vokal